# Castanheiras
Castanheiras là một đô thị thuộc bang Rondônia, Brasil. Đô thị này có diện tích 892,84 km², dân số năm 2007 là 3624 người, mật độ 4,06 người/km².